# Temporada 1918-1919 del Liceu
En la Temporada 1918-1919 del Liceu Rosina Storchio, que havia estat la primera Butterfly a l'estrena absoluta a la Scala de Milà el 17 de febrer de 1904, va interpretar Madama Butterfly.
| Temporada 1918-1919 del Liceu |                         |                                          |                   | |           |                                |
| Òpera                         | Compositor              | Director musical                         | Director d'escena | Papers principals | Producció | Dates                          |
| Mignon                        | Ambroise Thomas         |                                          |                   | Ninon Vallin, Ángeles Ottein, Elena Lucci, Tito Schipa, Gaudio Mansueto, Carlo Del Pozo |           |                                |
| La Damnation de Faust         | Hector Berlioz          | Edoardo Vitale                           |                   | Lina Pasini-Vitale, Umberto Macnez, Domenico Viglione Borghese, Conrad Giralt |           | 23 de novembre                 |
| Manon                         | Jules Massenet          | Edoardo Vitale, Salvatore Messsina       |                   | Genevieve Vix, Tito Schipa, Giuseppe Giardini, Angelo Masini Pieralli |           | 25 de novembre                 |
| Aida                          | Giuseppe Verdi          | Joaquim Maria Vehils, Salvatore Messsina |                   | Fidela Campiña, Aga Lahowska/Rosita Pagani/Maria Gay, Dugen de Eguileor/Giovanni Zenatello, Carmelo Maugeri, Vincenzo Bettoni |           | 30 de novembre                 |
| Rigoletto                     | Giuseppe Verdi          | Salvatore Messina (debut)                | Eugeni Salarich   | Umberto Macnez, Domenico Viglione-Borghese, Graziella Pareto (desembre) / Filomena Suriñach (12 gener), Vincenzo Bettoni (desembre) / Conrad Giralt (12 gener), Enriqueta Casas                                                                               |           | 2 i 7 de desembre              |
| Thaïs                         | Jules Massenet          | Edoardo Vitale                           |                   | Mattia Battistini, Geneviève Vix, Julià Oliver, Conrad Giralt, Remei Todolí, Remei Blat |           | 4 al 12 de desembre            |
| Il barbiere di Siviglia       | Gioacchino Rossini      | Edoardo Vitale                           | Eugeni Salarich   | Tito Schipa, Gaetano Rebonato, Graziella Pareto/Filomena Suriñach, Domenico Viglione-Borghese, Angelo Masini Pieralli, Alfons Bertran, Enriqueta Casas, Antoni Oliver                                                                                         |           | 9 de desembre                  |
| Werther                       | Jules Massenet          | Edoardo Vitale                           | Eugeni Salarich   | Tito Schipa, Carmelo Maugeri, Conrad Giralt, Julià Oliver, Alfons Bertran, Emili Bastons, Lina Pasini-Vitale |           | 11 i 22 de desembre            |
| Don Giovanni                  | Wolfgang Amadeus Mozart | Edoardo Vitale                           |                   | Lina Pasini-Vitale, Graziella Pareto, Umberto Macnez, Mattia Battistini, Angelo Masini Pieralli, Gemma Bosini, Gaetano Rebonato, Conrad Giralt |           | 17 de desembre                 |
| La favorita                   | Gaetano Donizetti       | Joaquim Vehils                           |                   | Aga Lahowska, Umberto Macnez, Celestino Sarobe, Angelo Masini Pieralli, Julià Oliver, Maria Calà (18), Enriqueta Casas (23) |           | 18, 23 desembre                |
| La traviata                   | Giuseppe Verdi          | Edoardo Vitale/Salvatore Messina         | Eugeni Salarich   | Rosina Storchio, Umberto Macnez, Mattia Battistini |           | 25 de desembre                 |
| L'Africaine                   | Giacomo Meyerbeer       | Joaquim Maria Vehils                     |                   | Fidela Campiña, Duguen De Eguileor, Jean Notè, Angelo Masini Pieralli |           | 28 de desembre                 |
| Fra Diavolo                   | Daniel Auber            | Edoardo Vitale                           |                   | Graziella Pareto/Ena Surinach, Aga Lahowska, Tito Schipa, Julian Oliver, Carmelo Maugeri, Gaetano Rebonato, Angelo Masini Pieralli, Conrad Giralt |           | 1 de gener de 1919             |
| La bohème                     | Giacomo Puccini         | Salvatore Messina                        |                   | Angelo Masini Pieralli, Gemma Bosini, Rosina Storchio, Umberto Macnez, Domenico Viglione Borghese, Angelo Masini Pieralli, Gaetano Rebonato |           | 2 de gener                     |
| Carmen                        | Georges Bizet           | Edoardo Vitale                           |                   | Maria Gay, Giovanni Zenatello, Domenico Viglione-Borghese, Filomena Suriñach |           | 16 de gener                    |
| Guglielmo Ratcliff            | Pietro Mascagni         | Salvatore Messina                        |                   | Angelo Masini Pieralli, Gemma Bosini, Maria Llàcer, Aga Lahowska, Josè Garcia, Domenico Viglione Borghese |           | 20 de gener                    |
| Madama Butterfly              | Giacomo Puccini         | Salvatore Messina                        | Eugeni Salarich   | Rosina Storchio (gener), Bianca Stagno-Bellincioni (febrer), Aga Lahowska, Purita Taboada, Umberto Macnez, Carmelo Maugeri, Julià Oliver, Antoni Oliver, Conrad Giralt, Antoni Pomer, Alfons Bertran, Josep Ricart, Enriqueta Casas, Maria Calà, Remei Todolí |           | 25, 28 gener; 9, 12, 19 febrer |
| Pagliacci                     | Ruggero Leoncavallo     | Joaquim Maria Vehils                     |                   | Domenico Viglione-Borghese, Bianca Stagno-Bellincioni, García, Carmelo Maugeri, Oliver |           | 29 de gener                    |
| Cavalleria rusticana          | Pietro Mascagni         | Joaquim Maria Vehils                     |                   | Fidela Campiña, Duguen Eguileor, Carmelo Maugeri, Casas, Pura Taboada |           | 2 de febrer                    |
| Louise                        | Gustave Charpentier     | Edoardo Vitale/Joaquim Maria Vehils      |                   | Geneviève Vix, Ovidó, Denay, Radoux, Laskin, Glauzure, Enriqueta Casas, Oliver, Conrad Giralt, Alfonso, Rougon |           | 4 de febrer                    |
| Le Jongleur de Notre-Dame     | Jules Massenet          | Edoardo Vitale                           |                   | Geneviève Vix, Dufranne, Leskin, Clauzure, Radoux, Rougon |           | 13 de febrer                   |
| La morisca                    | Jaume Pahissa           | Jaume Pahissa                            |                   | Fidela Campiña, Domenico Viglione-Borghese, Duguen Eguileor, Pura Taboada, Bertrán Alfonso, Conrad Giralt, Josep Ricart |           | 15 de febrer                   |
| Sapho                         | Jules Massenet          | Edoardo Vitale                           |                   | Geneviève Vix, Aga Lahowska, Ovidó, Denay, Drufanne, Leskin, Clauzure, Radoux |           | 22 de febrer                   |